# British Rail Class 168
British Rail Class 168 "Clubman" - typ spalinowych zespołów trakcyjnych, dostarczanych od 1997 przez koncern Adtranz. Były pierwszymi składami kolejowymi zamówionymi w Wielkiej Brytanii po prywatyzacji tamtejszego sektora kolejowego. Łącznie dostarczono 19 zestawów. Wszystkie są obecnie częścią floty firmy Chiltern Railways.

## Linki zewnętrzne

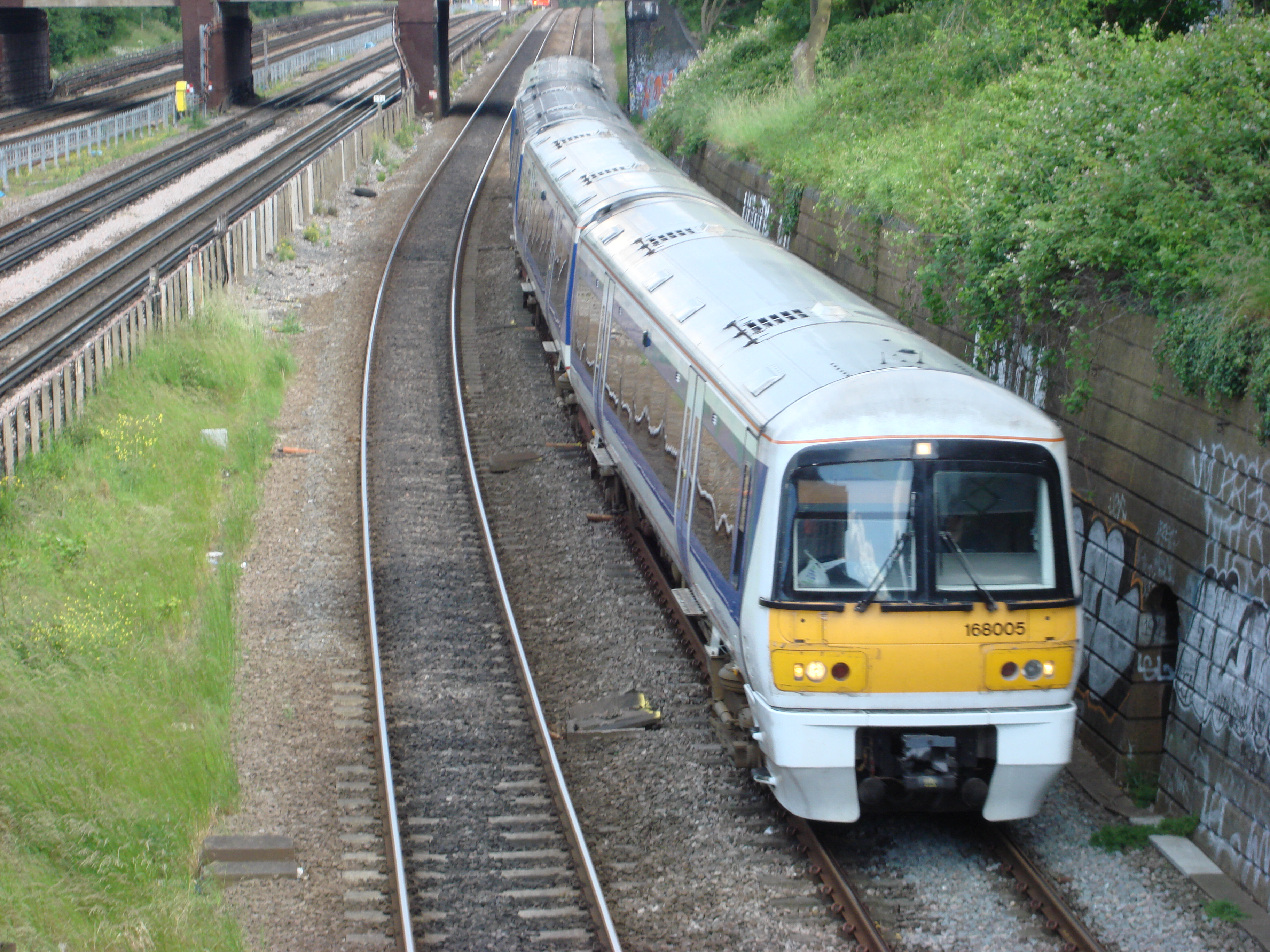
Pociąg na trasie